# James Arness
James King Aurness (ur. 26 maja 1923 w Minneapolis, zm. 3 czerwca 2011 w Los Angeles) – amerykański aktor filmowy i telewizyjny. Odtwórca roli szeryfa Dodge City Matta Dillona w serialu telewizyjnym CBS Gunsmoke (1955–1975), za którą trzy razy był nominowany do Emmy.
8 lutego 1960 otrzymał własną gwiazdę w Alei Gwiazd w Los Angeles znajdującą się przy 1751 Vine Street.

## Życiorys
Urodził się i dorastał w Minneapolis, w stanie Minnesota. Jego rodzicami byli Niemka Ruth Duesler Salisbury Aurness i pochodzący z Norwegii Rolf Cirkler Aurness. Wychowywany był w wierze metodystów. Jego młodszy brat Peter Graves został także aktorem. Uczęszczał do John Burroughs Grade School, Washburn High School i West High School w Minneapolis. Kiedy wybuchła II wojna światowa, chciał zostać pilotem marynarki wojennej, ale ogromny wzrost go zdyskwalifikował. Zamiast tego wstąpił do armii i otrzymał fioletowe serce po doznaniu poważnych obrażeń prawej nogi podczas inwazji na Anzio we Włoszech w 1944. Jego obrażenia sprawiły, że był hospitalizowany przez prawie rok i przez ten czas słyszał od pielęgniarek, że swoim grzmiącym głosem powinien pracować w radiu. Poszedł do pracy jako spiker i disc jockey na stacji w Minneapolis, a potem postanowił spróbować szczęścia w Hollywood. Ukończył Beloit College w Beloit w Wisconsin.
Zagrał efektowną drugoplanową rolę jednego z trzech braci głównej bohaterki w swoim pierwszym filmie, komedii romantycznej Córka farmera (The Farmer's Daughter, 1947) z Josephem Cottenem i Lorettą Young w rolach głównych. Choć utożsamiany był z westernami, Arness pojawił się także w dwóch filmach fantastyczno-naukowych; zagrał potwora w horrorze Istota z innego świata (The Thing from Another World, 1951), a później walczył z gigantycznymi mrówkami w filmie One! (Them!, 1954). Jego pierwszą główną rolą był Kirk Hamilton, który rozbił się na wulkanicznej wyspie pełnej dinozaurów w filmie przygodowym Two Lost Worlds (1951). Zaprzyjaźnił się z Johnem Wayne, z którym grał w filmach: dramacie szpiegowskim Big Jim McLain (1952), westernie Johna Farrowa Hondo (1953) i dramacie przygodowym Island in the Sky (1953).
Zmarł 3 czerwca 2011 w wieku 88 lat.

## Filmografia

### Filmy
- Córka farmera (1947)
- Man From Texas (1947)
- Roses are Red (1947)
- Battleground (1949)
- Wagon Master (1950)
- Sierra (1950)
- Two Lost Worlds (1950)
- Double Crossbones (1950)
- Stars In My Crown (1950)
- Wyoming Mail (1950)
- Cavalry Scout (1951)
- Belle le Grand (1951)
- Iron Man (1951)
- The Thing from Another World (1951)
- The People Against O’Hara (1951)
- Carbine Williams (1952)
- Hellgate (1952)
- The Girl in White (1952)
- Big Jim McLain (1952)
- orizons West (1952)
- The Lone Hand (1953)
- Ride the Man Down (1953)
- Island in the Sky (1953)
- Veils of Bagdad (1953)
- Them! (1954)
- Hondo (1954)
- Her Twelve Men (1954)
- Flames of the Islands (1955)
- Many Rivers to Cross (1955)
- The Sea Chase (1955)
- Arizona Mission (1956)
- Gun the Man Down (1956)
- The First Traveling Saleslady (1956)
- Alias Jesse James (1956)
- The Alamo: Thirteen Days to Glory (1987 TV)
- Gunsmoke: Return to Dodge (1987 TV)
- Red River(1988 TV)
- Gunsmoke II: The Last Apache (1990 TV)
- Gunsmoke III: To the Last Man (1992 TV)
- Gunsmoke IV: The Long Ride (1993 TV)
- Gunsmoke V: One Man’s Justice (1993 TV)